# Образцовка
Образцо́вка (рос. Образцовка) — селище у складі Бійського району Алтайського краю, Росія. Входить до складу Сростинської сільської ради.

## Населення
Населення — 133 особи (2010; 155 у 2002).
Національний склад (станом на 2002 рік):
- росіяни — 93 %